# حصيلة الأيام (مذكرات)
حصيلة الأيام (بالإسبانية:  La suma de los días)‏، (بالإنجليزية: The Sum of Our Days: A Memoir)‏ هي مذكرات  للروائية التشيلية إيزابيل الليندي، تستكمل فيها أحداث حياتها الشخصية بعد وفاة ابنتها في عام 1992.

## نبذة قصيرة
يعتبر هذا الكتاب الجزء الثاني من السيرة الذاتية للكاتبة و التي بدأتها في الجزء الأول بعد وفاة ابنتها باولا حيث تستكتمل سرد أحداث حياتها حتى وقت إصدار الكتاب.